# Ермінія Маццоні
Ермінія Маццоні (італ. Erminia Mazzoni; нар. 28 квітня 1958, Неаполь, Кампанія) — італійська юристка й політична діячка.

## Життєпис
Вивчала право у Римському університеті ла Сапієнца, працювала юристкою. У 1995–2000 рр. вона входила до ради регіону Кампанія.
У 1994 році приєдналася до Християнсько-демократичного центру, а у 2002 році увійшла до Союзу християнських демократів і центру. Була членкинею національних органів партії, у тому числі у 2005–2007 рр. працювала заступницею національного секретаря християнських демократів. У 2001 і 2006 рр. була членкинею Палати депутатів. У 2008 році намагалась стати членкинею Сенату.
У 2009 році Маццоні залишила свою партію, приєднавшись до партії «Народ свободи», у тому ж році була обрана до Європейського парламенту. У 2013 році приєдналася до Нового правого центру.